# 인민의 적

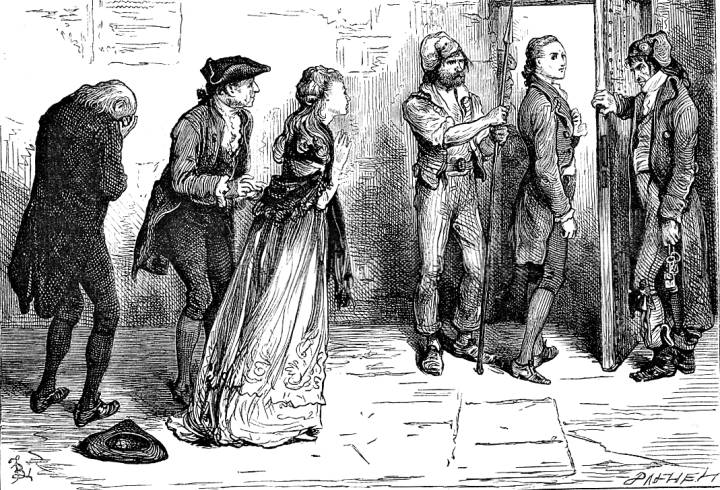

인민의 적(프랑스어: ennemi du peuple, 러시아어: враг народа) 또는 공공의 적(라틴어: hostis publicus)은 광범한 군중의 지지를 동반한 권위주의 통치자가 정치적 반대자를 공격할 때 사용하는 정치적 수사 중 하나이다.
역사적으로는 주로 급진주의, 공산주의 사상을 원용으로 하는 정치적 지도자가 반대파를 지칭할 때 사용하였다. 이러한 용어의 사용은 혁명 이념의 반대가 곧 국가와 인민에 대한 배반이며, 결과적으로는 민중의 적이라는 점을 강조하기 위한 의도에서 비롯됐다.

## 유래
인민의 적과 유사한 표현으로 공공의 적(hostis publicus)이라는 표현이 존재한다. 공공의 적은 로마 제국의 원로원이 황제를 비난할 때 사용한 정치적 수사였으며, 대표적으로 AD 68년 네로 황제에 대한 원로원의 비판을 들 수 있다. 주로 스토아 학파의 공공 이론을 차용했던 원로원 입장에서 공공복리의 증진을 훼손하는 자들이라는 뜻으로 쓰였으나, 실질적으로는 정치적 반대파를 공공의 선을 파괴하는 부조화의 원인이라고 매도하기 위해 사용했다.
인민의 적이 반혁명 분자의 숙청을 위해 쓰여진 최초 사례는 프랑스 혁명 시기 산악파에 의해서였다.
공안위원회 위원이자, 산악파의 지도자인 막시밀리앵 드 로베스피에르는 1793년 12월 25일에 다음과 같이 언급하였다.
혁명 정부는 국가 수호의 모든 면에서 선한 인민의 생존에 빚을 지고 있습니다. 이것은 인민의 적에 대해서는 죽음 외에 빚을 지고 있지 않다는 뜻과 같습니다.— 막시밀리앵 드 로베스피에르

1794년 로베스피에르는 프레리알 22일 법 제정을 주도하였고, 이 법은 공식적으로 인민의 적을 지정하여 처단하였다.

## 공산국가의 사례
인민의 적이 가장 영향력이 있는 정치적 수사로 쓰이기 시작한 때는 1917년 11월 볼셰비키가 러시아 10월 혁명을 일으킨 이후부터이다.
볼셰비키의 지도자 블라디미르 레닌은 “입헌민주당은 인민의 적으로 가득하며, 프롤레타리아 국가의 법을 통해 이 무법자 집단을 처단해야 한다.”라고 언급하였다.
혁명 후 성립한 러시아 소비에트 연방 사회주의 공화국의 형법 제58조에는 인민의 적을 규정하는 조항, 그리고 그 처분을 규정하는 조항 등이 있었다.
레닌 사후 이오시프 스탈린이 전연방 공산당의 지도자가 되었다. 스탈린은 권력을 유지하는 과정에서 수많은 반대파와 반공주의 세력을 비난하는 용어로서 인민의 적을 정립했다. 이 시기 소비에트 연방에서 인민의 적이라는 용어는 귀족, 기업가, 우익, 성직자, 부농, 차르 왕당파, 불로소득 기생충, 사회적 기생충(тунеядцы), 멘셰비키, 아나키스트, 트로츠키주의자 등을 가리켰다.
대숙청 시기에는 인민의 적이라는 표현이 갖는 낙인성이 극대화되었다. 대숙청 이후에는 성소수자와 부하린주의자도 인민의 적으로 간주됐다.
인민의 적이라는 표현은 1956년 소비에트 연방에서 점차 사라지기 시작했다. 이것은 탈스탈린화를 추구하던 니키타 흐루쇼프가 소비에트 연방 공산당 당대회 연설에서 인민의 적이라는 표현을 비판한 것으로부터 유래한다. 그는 인민의 적이라는 용어가 정당한 비판마저 묵살하는 무지한 낙인의 용도로 쓰인다고 비판했고, 이 용어를 사용하는 것을 자제해야 한다고 주장했다.
이른바, 수정주의 기조를 받아들인 소비에트 연방 공산당으로 시작으로 하여, 동유럽의 각 공산권에서도 이 용어의 사용을 자제하기 시작한다. 그러나, 공산 알바니아와 같은 반수정주의를 표방하는 국가에서는 엔베르 호자가 사망할 때까지 매우 영향력이 있는 정치 용어로 기능했다. 공산 알바니아에서 인민의 적은 종종 〈알바니아의 적〉이라는 표현으로 대체됐다. 주로 우익, 수정주의자, 종교인이 그 대상이 되었다.
공산국가에서 인민의 적은 여러 표현으로 나눠졌다. 노동자의 적(враг трудящихся), 계급의 적(классовый враг)이라는 표현이 대표적이었으며, 조선민주주의인민공화국에서는 계급적 원쑤라는 표현으로 쓰이고 있다.

## 같이 보기
- 도편 추방
- 문화대혁명